# Yakubu Aiyegbeni
Yakubu Aiyegbeni (født 22. november 1982 i Benin City, Nigeria), er nigeriansk tidligere fodboldspiller. Han spillede i løbet af karrieren for blandt andet Portsmouth, Everton, Leicester og Middlesbrough i England samt Maccabi Haifa F.C. i Israel.

## Landshold
Yakubu nåede 57 kampe og 21 scoringer for Nigerias landshold, som han debuterede for tilbage i år 2000. Han var blandt andet en del af den nigerianske trup til VM i 2010 i Sydafrika.